# محوطه اواتر
محوطه اواتر مربوط به دوران‌های تاریخی پس از اسلام است و در شهرستان قزوین، بخش الموت، روستای اواتر واقع شده و این اثر در تاریخ ۲۵ اسفند ۱۳۸۰ با شمارهٔ ثبت ۵۰۱۶ به‌عنوان یکی از آثار ملی ایران به ثبت رسیده است.